# Gunnar Sjöholm
Pehr Gunnar Sjöholm, född 11 februari 1911 i Kungsholms församling i Stockholm, död 26 januari 1988, var en svensk företagsledare.
Gunnar Sjöholm var son till grosshandlaren Gösta Sjöholm och Wjera, ogift Anrep, samt dotterson till Aleph Anrep. Efter examen från Schartaus handelsinstitut 1932 blev han tjänsteman hos Svenska Petroleum AB Standard 1932 och chef för Städernas försäkringsbolags försäkringsbyrå 1934. Tillsammans med sin bror övertog han 1937 textilföretaget P G Sjöholm AB, som farfadern grundade 1873, där Gunnar Sjöholm var direktör och kom att bli tredje och sista generationen. Samtidigt drev han textilföretaget Lovrys AB från 1949. Från 1938 var han också knuten till Svenska AB Nylonprodukter där han hade generalagenturen för flera amerikanska företag.
Han var ledamot av överstyrelsen i Stockholms stads brandstodsbolag från 1956, ordförande i valberedningen för Brandförsäkringsverket från 1957, styrelseledamot i Kungsholms barnhem från 1937, där han var skattmästare 1937–1941 och från 1946, och i Föreningen Kungsholmsgården från 1964. Han var ledamot i allmänna lokala värderingsnämnden för Stockholms stad från 1960.
Gunnar Sjöholm var 1944–1970 gift med Greta Bråland (1918–2001), dotter till grosshandlaren Carl Bråland och Olivia, ogift Pettersson. Tillsammans fick de tre söner: Peter Gunnar Karl Sjöholm (född och död 1945), artisten Peter Holm (född 1947) och Gösta Sjöholm (född 1950).
Han var sedan gift från 1977 med Gun Gynther (1925–2014), förut gift med Hans Engström samt dotter till direktören Knut Gynther och Dagmar Björklund.
Efter pensioneringen bosatte Sjöholm sig i Italien. Han är begravd i familjegrav på Norra begravningsplatsen i Stockholm.